# Partit dels Amics de la Cervesa
El Partit dels Amics de la Cervesa (txec: Strana přátel piva, abreujat SPP) va ser un partit polític originalment de Txecoslovàquia i posteriorment de la República Txeca. Pensat originalment com una referència divertida sobre el gran nombre de nous partits polítics, el partit va decidir presentar-se a les eleccions després de rebre gran suport públic. El partit va assolir el seu punt àlgid el 1992 quan va rebre l'1,3% dels vots, però encara no va aconseguir el llindar. El 1997 el partit va cooperar amb el Partit Democràtic Lliure - Partit Social Nacional Liberal (SD – LSNS). El partit es va fusionar amb el Partit Socialdemòcrata Txec (ČSSD) el 1998 i antics membres del partit van crear un Club d'Amics de la Cervesa dins de ČSSD. L'SPP encara ara continua les seves activitats com a Associació d'Amics de la Cervesa.